# Rōnin FC
Rōnin FC és un club de futbol català de la ciutat de Rubí fundat el 2025 pel creador de contingut basc Ibai Llanos. Actualment milita al grup 25 de Quarta catalana. La creació del club s'anuncià a l'agost del 2025 i en poques hores arribà a tenir milers de seguidors a les seves xarxes socials, anuncià també que cercava jugadors per formar part de la seva plantilla. La seva creació generà força crítiques per l'escàs arrelament del club a la zona, pel nom del club d'origen japonès (ronin significa samurai sense amo), perquè tot i ser un club creat a Catalunya no utilitzés el català com a llengua de comunicació i pel fet que un creador de contingut creés un club nou, mentre d'altres amb molta més història al país desapareixen per motius econòmics. L'equip juga els seus partits com a local al Camp municipal de Rubí.